# Tiendenoorlog

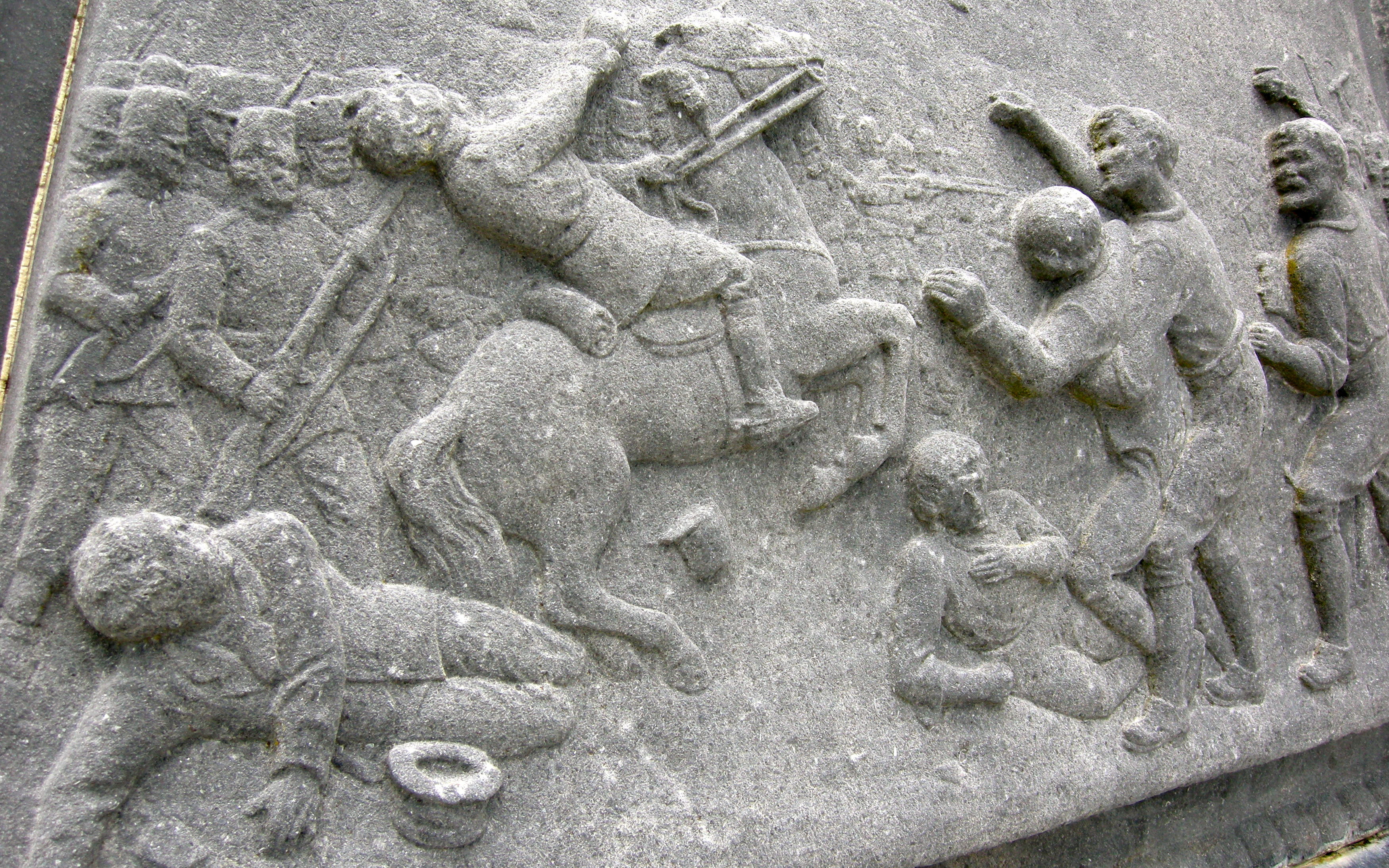
Detail van het Carrickshock Monument bij Hugginstown, County Kilkenny, Ierland. Het herdenkt een dodelijk treffen op 14 December 1831 van Ierse politie (Royal Irish Constabulary) en plaatselijke katholieke pachtboeren bij de inning van de tienden voor de Anglicaanse Kerk van Ierland. Het monument werd in 1925 opgericht.

De Tiendenoorlog (Iers: Cogadh na nDeachúna; Engels: Tithe War) in Ierland was een reeks schermutselingen na de invoering van tienden (belastingen) voor de staatskerk Church of Ireland.
De tienden, een belasting van tien procent, werden geheven op tal van landbouwproducten. Daarmee kon de Church of Ireland voorzien in het levensonderhoud van geestelijken en in het onderhoud van bezittingen. De tienden werden geheven op de gehele agrarische bevolking, ongeacht hun religieuze achtergrond. De grote meerderheid van de Ieren bleef echter trouw aan de Rooms-Katholieke Kerk en was niet van zins deze belasting te betalen.
De tiendenoorlog vond plaats tussen 1831 en 1836 en had grotendeels een karakter van geweldloze burgerlijke ongehoorzaamheid. Toch was er sporadisch ook sprake van geweldsuitbarstingen. Dat was met name het geval als de autoriteiten de Royal Irish Constabulary naar boeren stuurden om (achterstallige) belastingen te innen. Op 18 juni 1831 werden twaalf burgers gedood toen zij belastinginning trachtten te verhinderen. Op 14 december van dat jaar werden twaalf 'constables' door een woedende menigte bij Carrickshock in County Kilkenny gedood bij een vergelijkbaar optreden. Een demonstratie ter ondersteuning van de verdachten van dat bloedbad trok circa 200.000 deelnemers, een enorm aantal voor een tijd zonder gemotoriseerd vervoer.
In de volgende drie jaar was regelmatig sprake van geweldsincidenten, waarbij slachtoffers te betreuren waren. Op 18 december 1834 vielen twaalf doden bij een urenlang gevecht tussen de Constabulary, versterkt met eenheden van het Britse leger, en demonstranten, bij het innen van naar verluidt een belasting van 40 shilling.
Gaandeweg stelden de autoriteiten vast dat het innen van de belasting veel meer kostte dan ze opleverde, waarna een belastinghervorming volgde. Het direct te innen bedrag werd met een kwart omlaag gebracht en de rest werd opgelegd aan de landeigenaren.